# Bradbury Bros.
Bradbury Bros. war ein britischer Hersteller von Automobilen.

## Unternehmensgeschichte
Das Unternehmen aus Croydon begann 1901 mit der Produktion von Automobilen. Der Markenname lautete Bradbury. Außerdem stellte das Unternehmen Batterien und elektrisches Zubehör her und importierte einige Motoren von Pinart. 1902 endete die Produktion.

## Fahrzeuge
Das einzige Modell war eine zweisitzige Voiturette. Ein selbst hergestellter Einzylindermotor mit 4 PS Leistung trieb über eine Kette die Hinterachse an. Das Getriebe hatte zwei Gänge.